# Connarus poilanei
Connarus poilanei är en tvåhjärtbladig växtart som beskrevs av François Gagnepain. Connarus poilanei ingår i släktet Connarus och familjen Connaraceae. Inga underarter finns listade i Catalogue of Life.